# Expresul de Buftea
Expresul de Buftea este un film de comedie românesc din 1979, regizat de Haralambie Boroș. Rolurile principale sunt interpretate de actorii Dem Rădulescu, Jean Constantin, Sebastian Papaiani, Puiu Călinescu, Coca Andronescu și Nae Roman.
Această producție cinematografică este alcătuită din conversațiile unor călători cinefili în drum spre studiourile cinematografice de la Buftea, întrerupte de prezentarea mai multor secvențe din filmele românești din perioada 1927-1977. Secvențele de legătură reprezintă aproximativ 40% din lungimea totală a filmului.

## Rezumat
Pe platoul de filmare de la Buftea, un regizor (interpretat de Dem Rădulescu) încearcă să filmeze o scenă dintr-un film de comedie în care un personaj (interpretat de Vasile Muraru) trebuie să calce întâmplător pe o coajă de pepene și să alunece. Ceilalți actori trebuiau să înceapă să râdă atunci când personajul a căzut, dar nu au făcut-o, iar regizorul le reproșează acest lucru. La dubla următoare, personajul nu mai cade, dar actorii încep să râdă, provocând enervarea regizorului. Pe platou pătrund mai mulți responsabili cu cinematografia care îi precizează regizorului că „spectatorul trebuie să râdă” (aceasta fiind sarcina filmului). 
Aflat într-un tren cu destinația Buftea, regizorul se gândește la sarcina de a-i face pe spectatori să râdă. El îi întreabă pe vecinii de compartiment și pe celelalte persoane cu care se întâlnește în tren dacă le plac filmele de comedie și ce anume îi face  să râdă. Fiecare afirmație a respondentului este însoțită de prezentarea mai multor secvențe sugestive din filmele românești. 
Astfel, un controlor de bilete negricios (Jean Constantin) răspunde că el nu râde decât atunci când apare în film actorul Jean Constantin, al cărui nume nu și-l amintește, dar despre care afirmă că e grozav, fantastic, fenomenal și nemaipomenit. O femeie care croșetează (Coca Andronescu) afirmă că ei nu-i place comedia fără muzică, controlorul completând că și lui îi plac filmele în care cântă Margareta Pâslaru. Regizorul susține că muzica creează o bună dispoziție și atunci poantele se digeră mai ușor. 
În discuție intervine un bătrânel (Nae Roman) care spune că lui i-au plăcut filmele de la început. Regizorul completează că unele momente de comedie precum cele din filmele făcute după opera literară a lui I.L. Caragiale au trecut proba timpului și plac și astăzi. Doi tineri care se pupau pe culoar (interpretați de Adriana Trandafir și Petre Lupu) răspund că lor le plac momentele romantice din filme. Timpul trece astfel mai ușor, iar în compartiment intră un vânzător ambulant (Sebastian Papaiani) care spune că lui îi place interpretul principal din filmele Un surîs în plină vară și Păcală. O fetiță de opt ani (Anamaria Iosif) care mergea doar o stație se dovedește a fi o mare pasionată de filme, ea afirmând că preferă gagurile seci precum cele din S-a furat o bombă și actori ca Puiu Călinescu care au interpretat o gamă mare de roluri de un comic burlesc și Dem Rădulescu, un „excelent comic” despre care nu mai apucă să vorbească. 
Ieșit pe culoar pentru a fuma o țigară, regizorul dă peste un călător fără bilet (interpretat de Puiu Călinescu) care pleacă repede deoarece din urmă vin doi controlori: unul dur (interpretat de Dem Rădulescu) și celălalt negricios, care mai trecuse. Controlorul dur le spune călătorilor că singurul comic cu adevărat mare este „Bibanu”. Cei doi controlori ies din compartiment și-l prind pe călătorul fraudulos. Timpul trece repede, iar trenul ajunge la Buftea unde coboară toată lumea. Actorii spun că s-au amuzat în timpul călătoriei, dar rămân surprinși să vadă că doar fetiței i se cer autografe. La final, Dem Rădulescu calcă pe o coajă de pepene, moment în care filmul se termină.

## Distribuție
- Dem Rădulescu — regizorul / controlorul de bilete dur
- Jean Constantin — controlorul de bilete negricios
- Sebastian Papaiani — vânzătorul ambulant
- Puiu Călinescu — călătorul fără bilet
- Coca Andronescu — femeia care croșetează
- Nae Roman — bătrânelul
- Paul Lavric — bărbatul
- Adriana Trandafir — tânăra
- Petre Lupu — tânărul
- Anamaria Iosif — fetița
- Mariana Tomescu
- Sanda Iliescu
- Valentin Ducaru
- Vasile Muraru — regizorul secund (menționat Vasile Moraru)
- Șerban Mandescu
- Ana Adrian
- Adi Carauleanu
- Adrian Stejăreanu
- Florian Stănculescu
- Eugen Chivu
- Eugen Soare

## Producție
Centrul de Producție Cinematografică București a propus spre aprobare către Consiliul Culturii și Educației Socialiste (C.C.E.S.) la 14 iunie 1978 un proiect de rezervă intitulat „Și totuși, comedia”, prin care se intenționa aniversarea a 50 de ani de comedie românească. El urma să fie produs în situația apariției unor probleme în realizarea planului general al Studioului. Devizul limită era de sub 1 milion de lei, filmul urmând a fi format în proporție de 80% din materiale de arhivă, iar restul (circa 450 metri utili) urma să fie material nou realizat pe platourile de filmare.
La 22 august 1978, Consiliul Culturii și Educației Socialiste a aprobat realizarea proiectului, iar filmul a intrat în faza de producție la 15 septembrie 1978 cu o lungime estimată a peliculei de 2.500 metri utili și un deviz maxim de 1,3 milioane lei. Filmările au durat 12 zile și s-au desfășurat în octombrie 1978, fiind finalizate la 1 noiembrie 1978. Operatorul Alexandru David a avut un rol secundar la realizarea acestui film, el filmând doar secvențele de legătură: conversația unor călători cinefili aflați într-un tren care mergea la Buftea.
Filmul a fost realizat în studiourile Centrului de Producție Cinematografică București, cu concursul Arhivei Naționale de Filme. Lungimea sa a fost de 975 metri utili de peliculă. Regizor secund a fost Edith Mandel, iar consultant CFR ing. Radu Teodorescu. Copia standard a fost definitivată la 28 decembrie 1978. Cheltuielile de producție s-au ridicat la suma de 1.347.000 lei.
Secvențele de arhivă provin din filme românești realizate în anii 1927–1977 și anume: Maiorul Mura, Gogulică ceferist, Așa e viața, Visul lui Tănase, Bing-Bang, O noapte furtunoasă, O scrisoare pierdută, S-a furat o bombă, De-aș fi... Harap Alb, Brigada Diverse intră în acțiune, Cîntecele mării, Brigada Diverse în alertă!, B.D. la munte și la mare, Astă seară dansăm în familie, Păcală, Un comisar acuză, Actorul și sălbaticii, Nu filmăm să ne-amuzăm, Premiera, Iarna bobocilor, Acțiunea „Autobuzul”, Eu, tu, și... Ovidiu, D-ale carnavalului, Politică cu... delicatese, De trei ori București, Balul de sâmbătă seara, Mofturi 1900, K.O. și Melodii, melodii. În aceste secvențe apar actorii Constantin Tănase, Grigore Vasiliu-Birlic, Ion Talianu, Toma Caragiu, Emil Botta, Niky Atanasiu, D. Iordănescu Bruno, Elvira Godeanu, Alexandru Giugaru, Ion Finteșteanu, Colea Răutu, Jean Georgescu, Ștefan Mihăilescu-Brăila, Ștefan Ionescu, Draga Olteanu-Matei, Margareta Pogonat, Ileana Stana Ionescu, Margareta Pîslaru, Vasilica Tastaman, Mariela Petrescu, Radu Beligan, Violeta Andrei, Marin Moraru, Florin Piersic, Rodica Tapalagă, Jorj Voicu, Sergiu Nicolaescu, Iurie Darie, Horia Șerbănescu, Radu Zaharescu și alții.

## Recepție
Filmul Expresul de Buftea a avut parte de un succes la public, fiind vizionat de 1.887.152 de spectatori la cinematografele din România, după cum atestă o situație a numărului de spectatori înregistrat de filmele românești de la data premierei și până la data de 31.12.2007 alcătuită de Centrul Național al Cinematografiei.
Într-un articol publicat în 1979 în revista Cinema, criticul Eva Sârbu remarca acid că secvențele selectate de producătorii acestui film demonstrează slaba calitate a filmelor românești de comedie: „Scotocind și scormonind în 30, 40, 50 de ani de comedie cinematografică, autorii abia de reușesc să scoată o oră și jumătate de zâmbete, presărate cu două-trei hohote. Să fie vina autorilor? A selecției lor? „Expresul de Buftea” scoate la iveală, voit-nevoit, nu lipsa comicului din comediile noastre, cu puținătatea lui. Să le fim deci recunoscători pentru oglinda pe care ne-au pus-o sub ochi preț de un ceas și jumătate și în care se reflectă, palid, încercănat și anemic, chipul comediei noastre de azi”.
În Istoria filmului românesc (1897-2000), criticul Călin Căliman considera că s-a intenționat că acest film să fie o „antologie comică”, dar producția s-a dovedit în cele din urmă „o «probă de incapacitate» a regizorului, care n-a reușit - în ciuda unui scenarist inspirat, Matty Aslan, și a unor actori nostimi în «momentele de legătură» (Dem Rădulescu, Jean Constantin, Sebastian Papaiani, Puiu Călinescu, Coca Andronescu, Nae Roman, Paul Lavric, Aurel Giurumia, Ovidiu Moldovan) să depășească limitele cineastului conjunctural”.